# Nouzerolles
Nouzerolles là một xã thuộc tỉnh Creuse trong vùng Nouvelle-Aquitaine miền trung nước Pháp. Xã này nằm ở khu vực có độ cao trung bình 343 mét trên mực nước biển.

## Địa lý
Thị trấn nằm ở biển giới với tỉnh Indre, cự ly khoảng 16 dặm (26 km) về phía tây bắc Guéret, tại giao lộ các tuyến đường D5 và D78. Sông Petite Creuse tạo thành tất cả ranh giới phía nam.

## Dân số
| 1962                                                        | 1968 | 1975 | 1982 | 1990 | 1999 | 2005 |
| ----------------------------------------------------------- | ---- | ---- | ---- | ---- | ---- | ---- |
| 162                                                         | 196  | 176  | 139  | 111  | 100  | 102  |
| Số liệu điều tra dân số từ năm 1962 Dân số chỉ tính một lần |      |      |      |      |      |      |

## Địa điểm nổi bật
- Nhà thờ thế kỷ 14.
- Nhà thờ St.Antoine.
- Trang ấp có tường thành.
- Phế tích tháp thế kỷ 17 và lâu đài.
- Cầu đá cổ qua sông Petite Creuse.